# 古东
古东（法語：Goudon，法語發音：[ɡudɔ̃]）是法国上比利牛斯省的一个市镇，位于该省北部，属于塔布区。

## 地理
古东（43°14'35"N, 0°13'59"E）面积7.53 平方千米，位于法国奧克西塔尼大區上比利牛斯省，该省份为法国西南部内陆省份，北至热尔省，西接大西洋比利牛斯省，南与西班牙接壤，东临上加龙省。
与古东接壤的市镇（或旧市镇、城区）包括：卡巴纳克、库桑、戈内、马尔克里、穆莱杜、佩里盖尔、蒂伊。

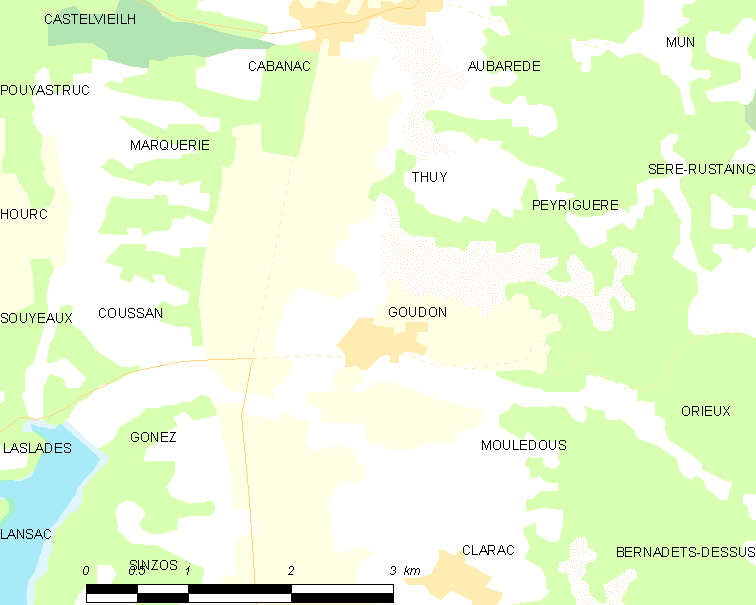
古东的OSM定位图

古东的时区为UTC+01:00、UTC+02:00（夏令时）。

## 行政
古东的邮政编码为65190，INSEE市镇编码为65206。

## 政治
古东所属的省级选区为阿罗斯河与巴伊斯河谷县。

## 人口

1962-2008年间古东人口变化图示

古东于2022年1月1日时的人口数量为239人。